# Cardiff Airport

i7
i11
i13
Der Cardiff Airport (walisisch Maes Awyr Caerdydd, ursprünglich Rhoose Airport, IATA-Code: CWL, ICAO-Code: EGFF) ist der internationale Flughafen der walisischen Hauptstadt Cardiff und zudem der größte Flughafen in Wales. Er liegt im Ort Rhoose in Vale of Glamorgan und damit außerhalb der Stadt Cardiff.

## Geschichte
Das Gelände des heutigen Flughafen Cardiff wurde am 7. April 1942 von der Royal Air Force unter dem Namen RAF Rhoose als Behelfsflugplatz und Ausbildungszentrum in Betrieb genommen. Nach dem Ende des Zweiten Weltkrieges wurde der Flugplatz geschlossen.
Anfang der 1950er-Jahre reichten die Kapazitäten des Cardiffer Flughafens Pengam Moors nicht mehr aus, um den gestiegenen Verkehrsbedarf zu decken. Weil ein Ausbau des vorhandenen Flughafens aufgrund seiner Stadtnähe und aus Kostengründen nicht möglich war, wurde auf dem brachliegenden Gelände des ehemaligen RAF-Flugplatzes der neue Rhoose Airport errichtet. Die Eröffnung erfolgte im Oktober 1952. Am 1. April 1954 wurde der alte Pengam Moors Airport geschlossen.
Mitte der 1960er-Jahre wurde der mittlerweile in Glamorgan Airport umbenannte Flughafen erstmals erweitert. Zeitgleich errichtete die in Cardiff ansässige Cambrian Airways umfangreiche Werfteinrichtungen vor Ort, in denen ab 1970 auch Flugzeuge der British European Airways und der Northeast Airlines gewartet wurden. Die British Airways übernahm diese Anlagen im April 1976 und nutzt sie seitdem als Wartungszentrum.
Seit einigen Jahren dient der Flughafen Cardiff auch zunehmend als Flugzeugfriedhof, auf dem Flugzeuge während vorübergehender Stilllegung abgestellt, oder aber ausgeschlachtet und verwertet werden.

## Fluggesellschaften und Ziele
Die zuvor in Pengam Moors beheimatete Cambrian Air Services war die erste Linienfluggesellschaft, die den neuen Flughafen ab 1954 als Heimatbasis nutzte. Die Gesellschaft ging 1976 in der British Airways auf. Weitere auf dem Flughafen Cardiff ansässige Unternehmen waren unter anderem die Charterfluggesellschaften Airways International Cymru und Inter European Airways.
Cardiff verfügt neben Verbindungen zu Zielen innerhalb des Vereinigten Königreichs und einigen europäischen Städtezielen hauptsächlich über Routen zu Urlaubsdestinationen im Mittelmeerraum wie Palma und Antalya. Langstreckenflüge werden derzeit nicht angeboten, sollen jedoch durch Qatar Airways mittelfristig wieder stattfinden (Stand: 2024).
Einziges deutsches Ziel war ab 2010 München, das durch bmibaby bedient wurde. Diese Verbindung wurde jedoch, noch bevor die Basis der Gesellschaft in Cardiff im Herbst 2011 geschlossen wurde, wieder eingestellt.